# Vozovna Apakova

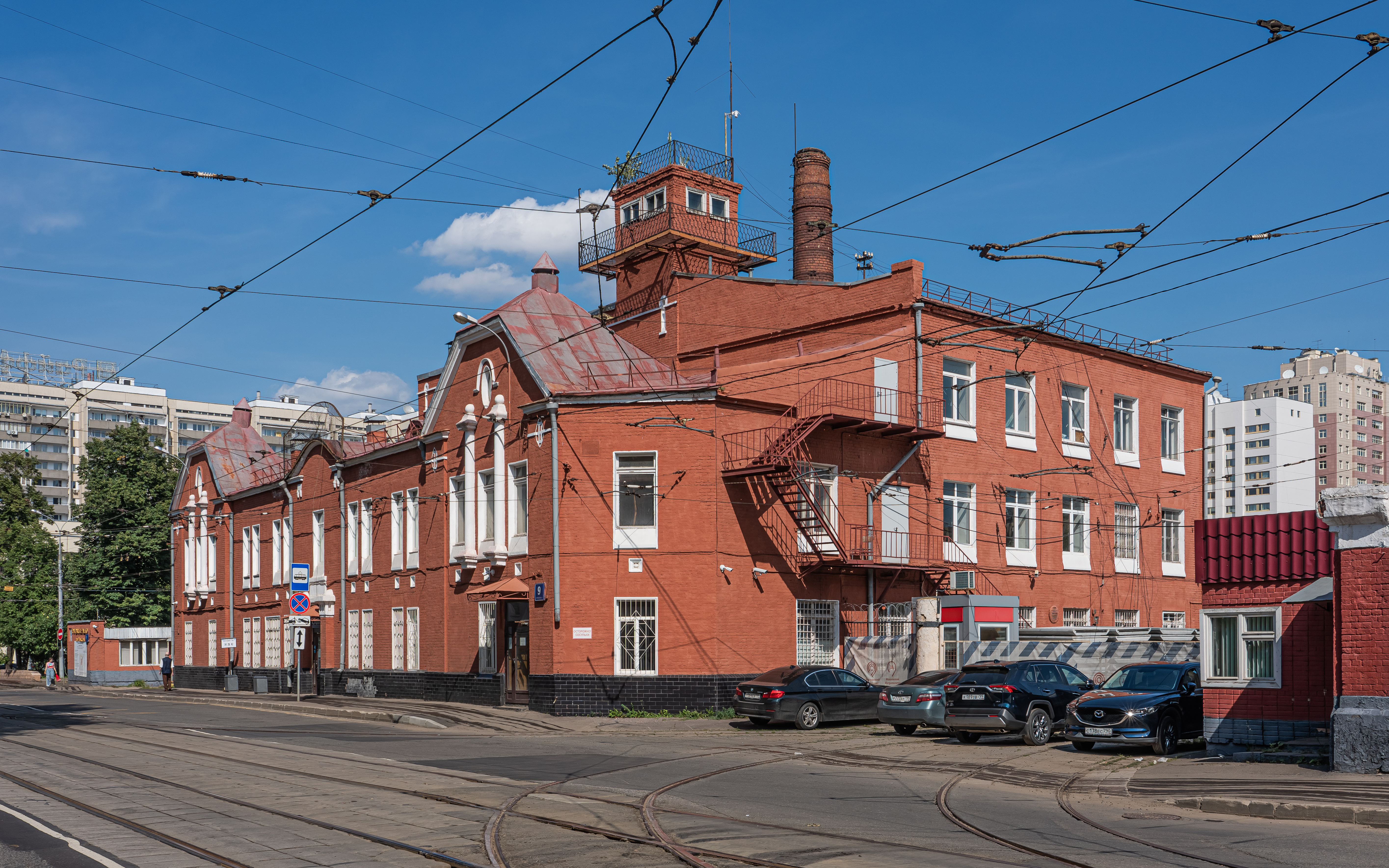
Vozovna Apakova

Vozovna Apakova (rusky Депо имени Апакова) je jednou z tramvajových vozoven v Moskvě. Nachází se nedaleko Kalužského náměstí.

## Historie
Vozovna patří mezi nejstarší; otevřena byla roku 1909. Tehdy nesla název Depo Zamoskvorečnoje a vypravovala vlaky pouze na tři linky. V roce 1910 zde bylo umístěno již 75 motorových a 25 vlečných vozů. Těsně před časy občanské války místní dělníci vyšli několikrát do stávky a organizovali stávky další i v jiných závodech a provozech.
Po ukončení bojů tu proběhla rekonstrukce, díky níž bylo možné zde deponovat i tramvaje typu KM, dřevěné vozy vyráběné v Kolomně, jež dopravně obsluhovaly Moskvu mezi 20. a 70. lety minulého století.
Za druhé světové války byly některé tramvaje i trolejbusy odvezeny z vozovny pryč. Ty, které zůstaly pak pomáhaly přepravovat raněné.
Rozvoj nastal opět v poválečných letech; do provozu byly zařazeny nové tramvaje z Rigy (již koncepce PCC s lyrovými sběrači) a v 60. letech z Prahy, z ČKD Tatry Smíchov. Jednalo se o tramvaje typu Tatra T2 (všechny moskevské T2 byly deponovány od roku 1968 právě ve vozovně Apakova), také K2 a nejvíce pak T3. „Ká dvojky“ však nakonec skončily ve vozovně Baumana.
Koncem 70. let vypukl ve vozovně požár, během něhož byly zničené některé vozy. Ty, které měly být vyřazeny, tak musely jejich roli dočasně převzít a zastoupit je. Po nich též získaly i evidenční čísla.
Roku 1989 byla přivezena jediná tramvaj Tatra KT8D5, v devadesátých se pak objevily vozy od UKVZ. Nejmodernějším dnes zastoupeným typem je KTM-19.